# (22992) Susansmith
(22992) Susansmith est un astéroïde de la ceinture principale d'astéroïdes.

## Description
(22992) Susansmith est un astéroïde de la ceinture principale d'astéroïdes. Il fut découvert le 4 novembre 1999 à Socorro (Nouveau-Mexique) par le projet LINEAR. Il présente une orbite caractérisée par un demi-grand axe de 3,00 UA, une excentricité de 0,01 et une inclinaison de 0,9° par rapport à l'écliptique.

## Compléments